# وایتورد، فلینتشر
وایتورد (به انگلیسی: Whitford) یک منطقهٔ مسکونی در بریتانیا است که در فلینتشر واقع شده‌است. وایتورد ۲٬۳۳۲ نفر جمعیت دارد.